# Division No 3 (Manitoba)
Pour les articles homonymes, voir Division No 3.
La division No 3 est une des divisions de recensement du Manitoba (Canada).

## Liste des municipalités

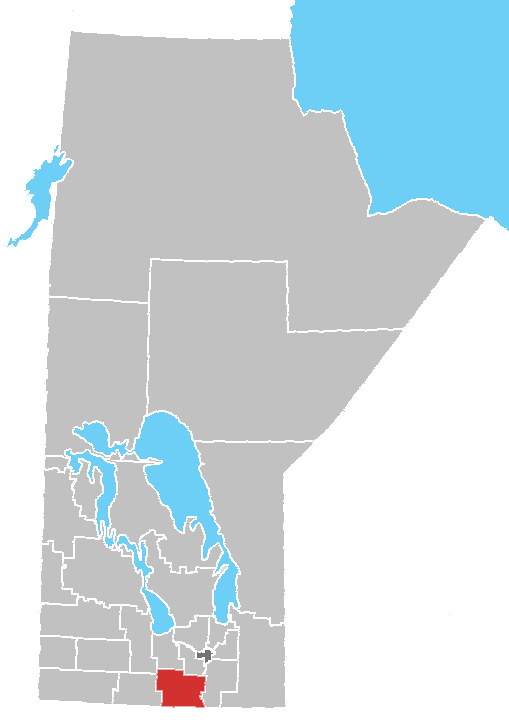
Localisation de la Division No 3

Municipalité rurale
- Dufferin (en)
- Montcalm
- Morris (en)
- Reynolds (en)
- Rhineland
- Roland
- Stanley (en)
- Thompson (en)

Ville (City)
- Winkler

Ville (Town)
- Altona
- Carman
- Emerson
- Gretna (en)
- Morden
- Morris (en)
- Plum Coulee (en)